# Tom Parker (musicus)
Thomas Arthur (Tom) Parker (Dumfries, 1944 – Marbella, 18 april 2013) was een Brits musicus. Hij begon als pianist in een jazzband. Later nam hij deel aan diverse bands. In 1972 richtte hij de band Apollo 100 op, waarmee hij een hit had: Joy. In 1973 werd de band alweer opgeheven.
Parker was verder bekend om zijn populaire bewerkingen van klassieke werken, zoals The Young Messiah, The Young Amadeus en The Young Verdi. Dat deed hij met de New London Chorale, waar ook zangeres Vicki Brown deel van uitmaakte. Tom Parker werkte ook samen met namen als Berdien Stenberg, Jaap van Zweden, Marco Bakker en Edward Reekers (Kayak).
Parker woonde de laatste tijd van zijn leven in Spanje en trad nog altijd op. Hij overleed in een ziekenhuis.

## Discografie

### Dvd's
| Dvd's met hitnoteringen in de Nederlandse Music Top 30 | Datum van verschijnen | Datum van binnenkomst | Hoogste positie | Aantal weken | Opmerkingen            |
| ------------------------------------------------------ | --------------------- | --------------------- | --------------- | ------------ | ---------------------- |
| Live in concert                                        | 2008                  | 23-02-2008            | 12              | 12           | met New London Chorale |

- Gemeinsame Normdatei: 134601947
- International Standard Name Identifier: 0000 0001 0823 5152
- Library of Congress Control Number: n94108182
- MusicBrainz: 65afe0ed-233d-44cc-b4e6-9fa612de5677
- Istituto Centrale per il Catalogo Unico: DDSV032500
- Virtual International Authority File: 90711102
- WorldCat: E39PBJpdV8d7JP8dQjHDwJd84q